# Братчетата на Гаврош
„Братчетата на Гаврош“ е стихотворение на Христо Смирненски. Стихотворението е отпечатано във вестник „Червен смях“ на 22 декември 1921 г. То е част от поетическия цикъл „Децата на града“, разглеждащ темата за социалната несправедливост и непосилните условия на живот в града. В центъра на стихотворението са бедните деца, които са жертви на градската среда – дрипави, лишени от подслон и прехрана.
Смирненски използва образа на Гаврош, герой от романа „Клетниците“ на Виктор Юго, за да подчертае трагедията на тези деца и да привлече вниманието към техните страдания. Стихотворението се състои от седем строфи с по четири стиха, като започва и завършва с една и съща строфа, която служи за рамка на произведението и усилва неговото въздействие.